# Håkon Ellingsen
Håkon Jarl Ellingsen, norveški veslač, * 25. november 1894, † 22. oktober 1971.
Ellingsen je za Norveško nastopil v osmercu na Poletnih olimpijskih igrah 1920 v Antwerpnu in s tem čolnom osvojil bronasto medaljo.